# Кабанак Сегенвил
Кабанак Сегенвил (фр. Cabanac-Séguenville) насеље је и општина у јужној Француској у региону Миди Пирене, у департману Горња Гарона која припада префектури Тулуз.
По подацима из 2011. године у општини је живело 171 становника, а густина насељености је износила 16,8 становника/km². Општина се простире на површини од 10,18 km². Налази се на средњој надморској висини од 200 метара (максималној 284 m, а минималној 177 m).

## Демографија
| 1962. | 1968. | 1975. | 1982. | 1990. | 1999. | 2011. |
| ----- | ----- | ----- | ----- | ----- | ----- | ----- |
| 115   | 126   | 134   | 122   | 118   | 128   | 171   |

График промене броја становника у току последњих година